# Плоцично-Тартак
Плоцично-Тартак (пол. Płociczno-Tartak) — село в Польщі, у гміні Сувалки Сувальського повіту Підляського воєводства.
Населення — 791 особа (2011).
У 1975-1998 роках село належало до Сувальського воєводства.

## Демографія
Демографічна структура станом на 31 березня 2011 року:
|          | Загалом | Допрацездатний вік | Працездатний вік | Постпрацездатний вік |
| -------- | ------- | ------------------ | ---------------- | -------------------- |
| Чоловіки | 392     | 92                 | 260              | 40                   |
| Жінки    | 399     | 88                 | 216              | 95                   |
| Разом    | 791     | 180                | 476              | 135                  |